# Calophyllum novoguineense
Calophyllum novoguineense är en tvåhjärtbladig växtart som beskrevs av Kanehira och Hattsima. Calophyllum novoguineense ingår i släktet Calophyllum och familjen Calophyllaceae. Inga underarter finns listade i Catalogue of Life.